# Eustala anastera
Eustala anastera är en spindelart som först beskrevs av Charles Athanase Walckenaer 1842.  Eustala anastera ingår i släktet Eustala och familjen hjulspindlar. Utöver nominatformen finns också underarten E. a. vermiformis.